# شهردای وگار
شهردای وگار (به لاتین: Vogar) یک منطقهٔ مسکونی در ایسلند است که در سودورنس واقع شده‌است. شهردای وگار ۱۶۵ کیلومتر مربع مساحت و ۱٬۱۶۱ نفر جمعیت دارد.